# Kondopoga
Kondopoga (rusky Кондопога, karelsky Kondupohju, finsky Kontupohja) je město v Ruské federaci, správní středisko Kondopožského rajónu. Při sčítání lidu v roce 2010 měla bezmála třiatřicet tisíc obyvatel.

## Poloha a doprava
Město leží na šíji mezi Kondopožským zálivem Oněžského jezera a jezerem Nigozero. Jezera jsou spojena kanálem, na kterém od roku 1923 funguje Kondopožská vodní elektrárna (část průtoku je zajištěna umělým odkloněním vody ze Suny). Od Petrozavodsku, hlavního města republiky, je Kondopoga vzdálena zhruba padesát kilometrů severně.
Přes město vede od roku 1917 Murmanská železniční magistrála z Petrohradu do Murmansku.

## Dějiny
První zmínka o Kondopoze je z roku 1563. V polovině 18. století vznikl blízkosti důl na mramor, kterým byla zásobována výstavba Petrohradu.
Rozvoji obce výrazně přispělo jako vybudování Murmanské železniční magistrály v letech 1915–1917, tak otevření zdejší vodní elektrárny a papírny v roce 1923.
V roce 1938 se Kondopoga stala městem.
Za druhé světové války byla Kondopoga od 3. listopadu 1941 obsazena finskou armádou a jednotky karelského frontu Rudé armády ji dobyly zpět 28. června 1944 v rámci Vyborsko-Petrozavodské operace.

## Rodáci
- Larisa Lazutinová (*1965), běžkyně na lyžích
- Natalia Dittrichová (*1973), hudební skladatelka